# Kościół św. Wojciecha i Matki Boskiej Śnieżnej w Mikołowie
Kościół św. Wojciecha i Matki Boskiej Śnieżnej, potocznie nazywany starym kościołem, jest to najstarszy, zachowany kościół w Mikołowie. Pierwszy kościół powstał w latach 1260-1270 na północ od dzisiejszego Rynku. Szczegóły późnogotyckiej architektury pozwalają przypuszczać, że został nieco przebudowany pod koniec średniowiecza. Od połowy XVI do połowy XVII w. był użytkowany przez luteran.
Kościół jest zbudowany z kamienia łamanego, orientowany, jednonawowy. Nawa wzniesiona na planie prostokąta, do niej przylega wielobocznie zamknięte prezbiterium. Od strony zachodniej do korpusu przylega czworoboczna wieża, dobudowana dopiero w XVIII wieku.

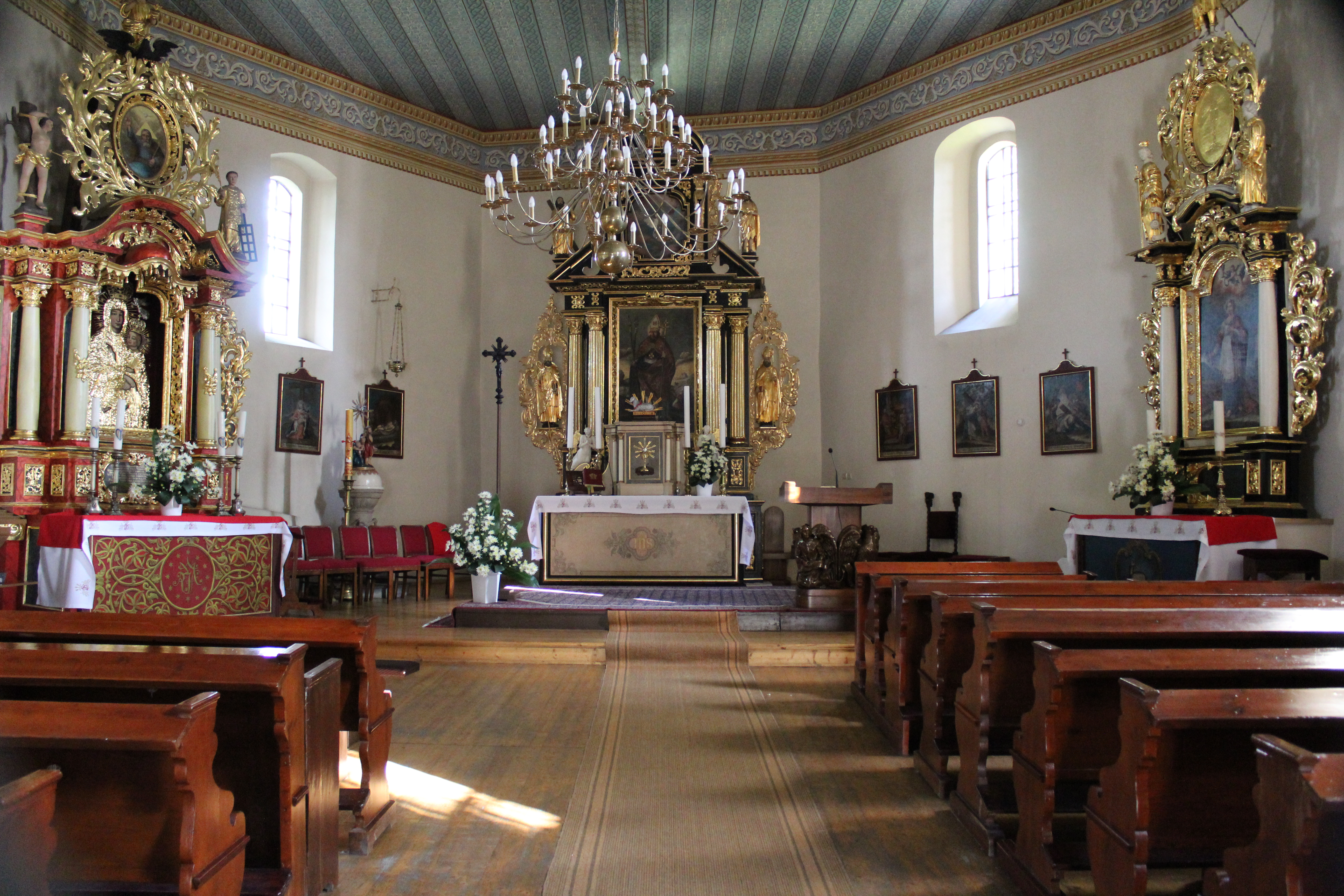
Wnętrze kościoła

Przed kościołem stoi zabytkowa figura św. Jana Nepomucena. Mieszkańcy miasta ufundowali ją w XVIII wieku w podzięce za przywrócenie wody w miejskiej studni.
Do czasu wybudowania nowego kościoła nosił on wezwanie tylko św. Wojciecha. W momencie konsekrowania 25 września 1861 r. nowego budynku oba kościoły były pw. św. Wojciecha. Stan taki trwał aż do lat sześćdziesiątych XX wieku, gdy to staremu kościołowi dodano drugie wezwanie, Matki Boskiej Śnieżnej, czczonej w Mikołowie jako Matka Boska Mikołowska.

## Najważniejsze zabytki
- kropielnica w stylu gotyckim (XV wiek) znajdująca się w przedsionku kościoła
- późnogotycka chrzcielnica znajdująca się przy głównym ołtarzu (I poł. XV wieku)
- główny ołtarz z obrazem przedstawiającym św. Wojciecha (1675), manierystyczny
- późnorenesansowa ambona